# Pieve dei Santi Leonardo e Cristoforo (Monticchiello)
La pieve dei Santi Leonardo e Cristoforo è un luogo di culto cattolico che si trova a Monticchiello, nel comune di Pienza, in provincia di Siena, diocesi di Montepulciano-Chiusi-Pienza.

## Storia e descrizione
Venne rinnovata in forme gotiche nella seconda metà del XIII secolo. Ha un'ampia navata che si apre in un transetto e si conclude con una scarsella. La facciata è spartita in due parti da una cornice orizzontale dentellata. Nella parte inferiore si apre un portale gotico con l'architrave sorretto da mensolette; in alto un rosone.
All'interno, importanti sono gli Episodi della vita di santa Caterina d'Alessandria, affreschi di un pittore senese trecentesco, autore probabilmente anche delle storie della vita del beato Gherardo da Villamagna. Da segnalare anche un piccolo ciborio scolpito, a forma di elegante portale gotico, con una grata di ferro battuto di Pietruccio di Betto (1340), e un Crocifisso della seconda metà del Quattrocento.

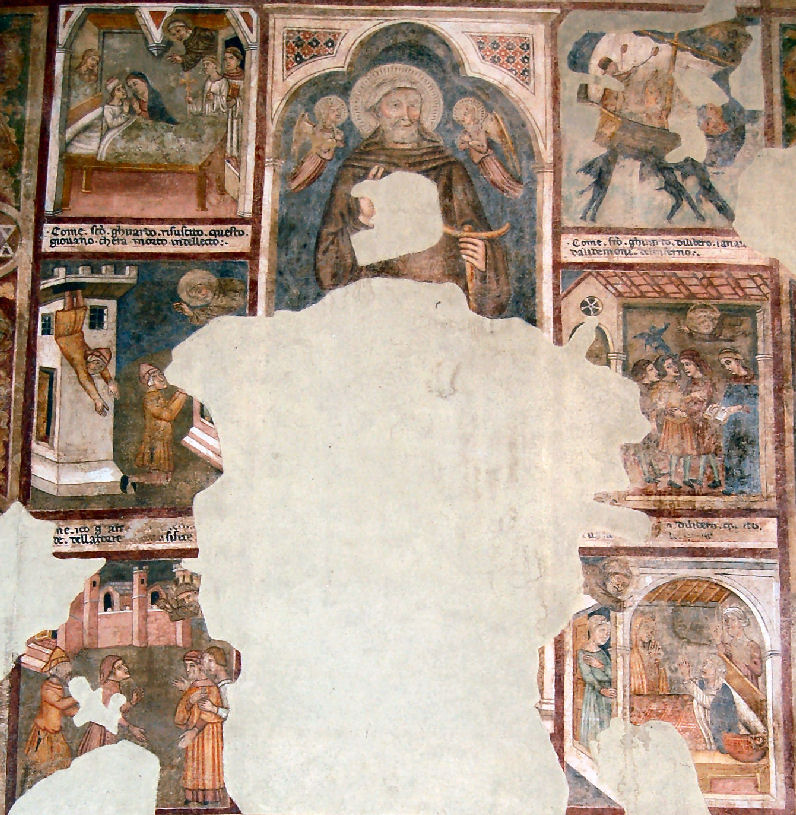
Vita del beato Gherardo da Villamagna

## Opere già in loco
- Pietro Lorenzetti
  - Madonna di Monticchiello, oggi nella Museo diocesano di Pienza
  - Santa, oggi nel Museo Tessè di Le Mans
  - Tre santi, oggi nel Museo Horne di Firenze